# Inzeroceras
Inzeroceras – rodzaj głowonogów z wymarłej podgromady amonitów, z rzędu Goniatitida.
Żył w okresie karbonu (moskow - gżel).